# Gryon naevium
Gryon naevium är en stekelart som först beskrevs av Nixon 1934.  Gryon naevium ingår i släktet Gryon och familjen Scelionidae. Inga underarter finns listade i Catalogue of Life.